# Spathius pleuralis
Spathius pleuralis är en stekelart som beskrevs av Szepligeti 1914. Spathius pleuralis ingår i släktet Spathius och familjen bracksteklar. Inga underarter finns listade i Catalogue of Life.